# Dobromir Hriz
Dobromir, v Bizantinskem cesarstvu znan kot Hriz (makedonsko Добромир Хрс, Dobromir Hrs, bolgarsko Добромир Хриз, Dobromir Hriz, grško (grško Δοβρομηρός Χρύσος, Dobromirós Hrísos) je bil vodja Vlahov in Bolgarov v vzhodni Makedoniji med vladanjem bizantinskega cesarja Alekseja III. Angela. 
Po poročilih Nikete Honiata je bil Dobromir Hriz kljub svojemu slovanskemu imenu po rodu "Vlah" (Aromun ali Megleno-Romun). Najverjetneje je bil mešanega slovansko-vlaškega porekla. Zaradi zapletenosti prednacionalnih  etničnih oznak so omembe sodobnih etničnih skupin v srednjem veku nejasne. Dobromir je postal pomemben leta 1197 in bil zadnjič omenjen leta 1202.
Bil je poročen, da bi utrdil zavezništvo z bizantinskim cesarjem pa je sprejel cesarjevo ponudbo, da se poroči s hčerko bizantinskega vojskovodje Manuela Kamice. Hčerka je bila prisiljena ločiti se od moža in se leta 1198 poročiti z Dobromirjem. Okoli leta 1200 je Dobromir  vzel še tretjo ženo, cesarjevo vnukinjo Teodoro Angelino, ki je bila pred njim poročena z rivalskim voditeljem Ivankom.
Leta 1202 je ozemlje Dobromirja Hriza osvojil bolgarski car Kalojan.

## Opombi
1. ↑  Pomen izraza "Vlah" v tem obdobju in regiji je bil v poznem 19. in 20. stoletju predmet ostrih razprav.[1]
2. ↑  V nekaterih bizantinskih dokumentih iz tega obdobja se ljudje mešanih nacionalnosti  omenjajo kot "Bolgaro-Albano-Vlahi" ali celo "Srbo-Albano-Bolgaro-Vlahi".[4]

## Vir
- O city of Byzantium: annals of Niketas Choniates. Prev. Harry J. Magoulias. Detroit: Wayne State University Press, 1984. str. 267–270, 277-280, 293-294.